# Juan Lombardo
Juan José Lombardo (Salto, 19 marzo 1927 – Buenos Aires, 26 novembre 2019) è stato un ammiraglio argentino.

## Biografia
Lombardo era il comandante in capo delle TOAS o Teatro de Operaciones del Atlántico Sur (South Atlantic Theatre of Operations) durante la Guerra delle Falkland del 1982. È stato anche la mente dell'operazione Rosario, l'invasione argentina delle Falkland. Nel 2010 è stato messo agli arresti domiciliari in attesa di giudizio per crimini contro l'umanità commessi in Argentina durante il periodo 1976-1980. Il 26 novembre 2019 è morto all'età di 92 anni.